# Cerkiew Opieki Matki Bożej w Hańczowej
Cerkiew pod wezwaniem Opieki Matki Bożej – prawosławna cerkiew parafialna w Hańczowej. Należy do dekanatu Krynica diecezji przemysko-gorlickiej Polskiego Autokefalicznego Kościoła Prawosławnego.
Drewniana, XIX-wieczna cerkiew łemkowska; położona na małopolskim Szlaku Architektury Drewnianej.
Obok cerkwi granitowy krzyż, postawiony na pamiątkę tysiąclecia chrztu Rusi (988–1988). Na ścianie cerkwi brązowa tablica pamiątkowa z dwujęzycznym napisem, poświęcona wypędzonym z Łemkowszczyzny; zawieszona w 50. rocznicę akcji „Wisła” (1947–1997).

## Historia
Cerkiew w Hańczowej istniała już w XVII w. Niektóre źródła podają, że jej prezbiterium powstało w 1644. Obecny obiekt został wzniesiony w I połowie XIX stulecia na miejscu pierwotnej świątyni. Być może sama wieża jest starsza i pochodzi z XVIII w. Obiekt gruntownie odnawiany w 1871 oraz w latach 1960–1968. Ostatnie rozległe prace konserwatorskie i remontowe zarówno wewnątrz jak i na zewnątrz prowadzone były w latach 1989–2012.
Do przeprowadzenia w 1947 akcji „Wisła” była to cerkiew greckokatolicka, następnie w latach 1947–1958 służyła wiernym obrządku łacińskiego. Mimo tego postępowała jej dewastacja i w 1956 została podjęta decyzja o jej rozbiórce i wywiezieniu wyposażenia do składnicy ikon w Łańcucie. Cerkiew uratował powrót kilku rodzin wysiedlonych w 1947, których członkowie własnymi siłami wyremontowali ją, oraz powołanie w Hańczowej parafii prawosławnej. Mieszkańcy Hańczowej odnowili cerkiew w jedyny możliwy dla nich sposób, wymieniając przegniłe drewno i zabezpieczając dach. Polichromie zostały odrestaurowane dopiero po 1989. W 1958 cerkiew zaczęła na nowo pełnić funkcje liturgiczne. Jest to jedna z lepiej odrestaurowanych w Polsce cerkwi typu łemkowskiego.

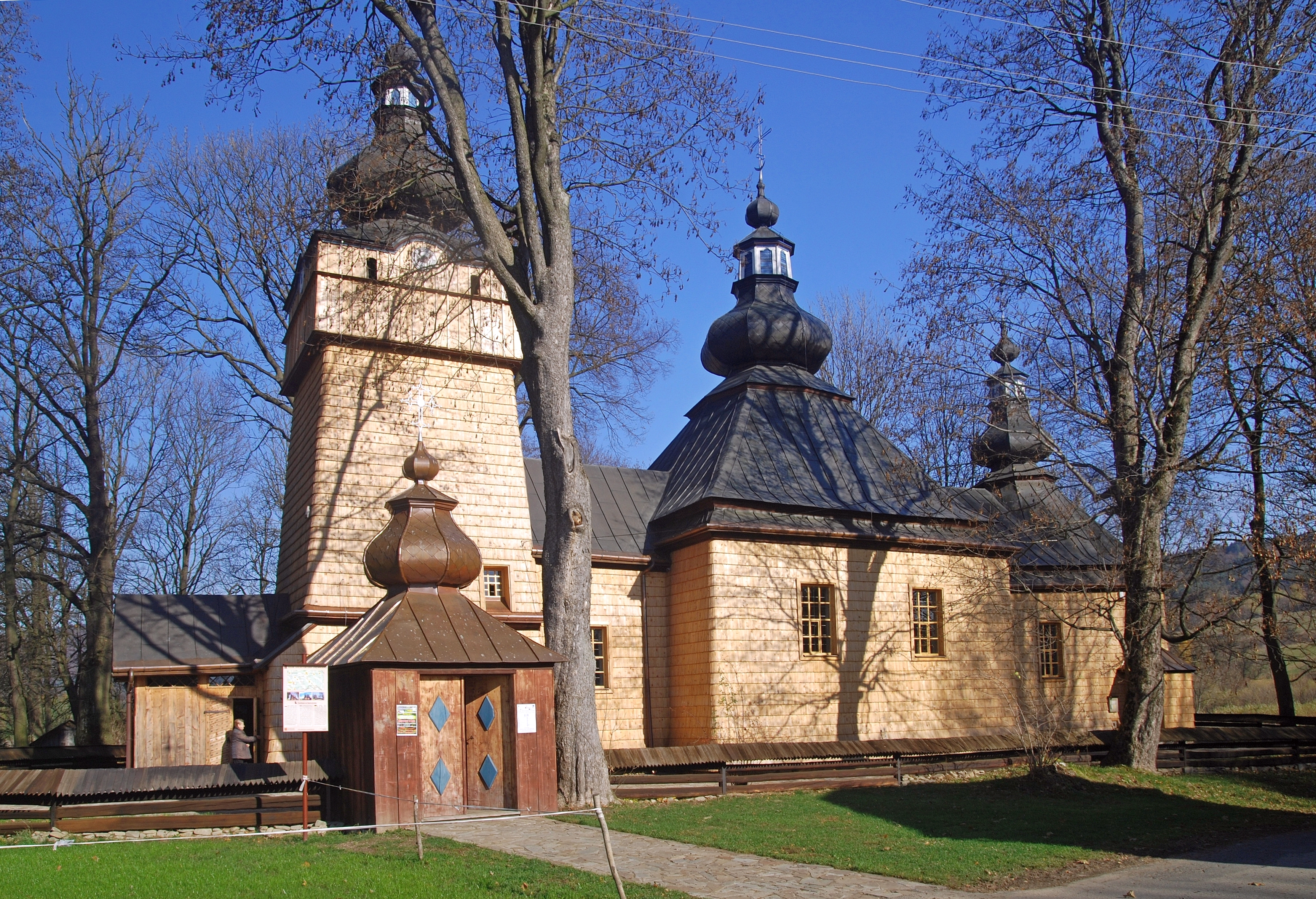
Elewacja południowa
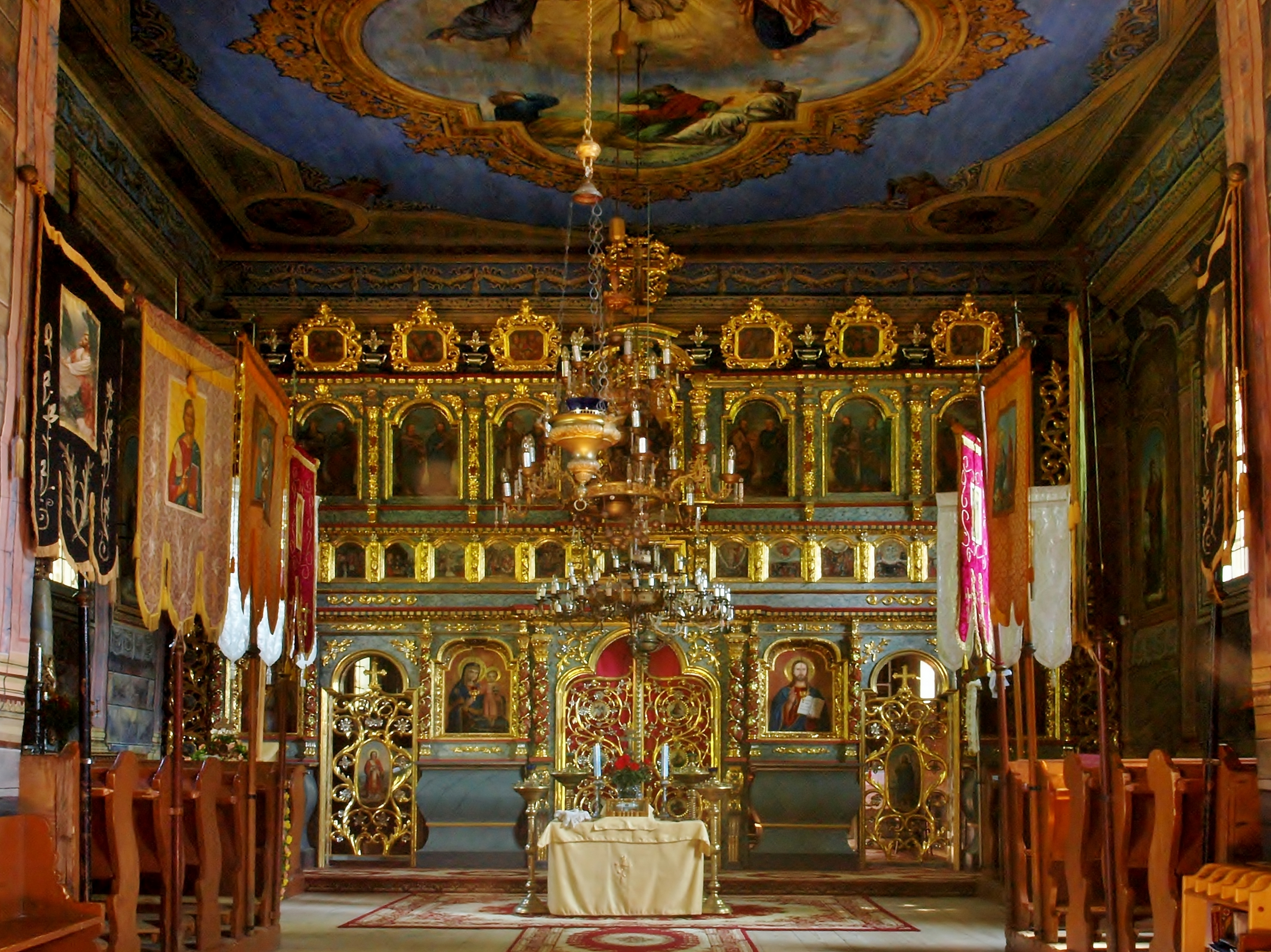
Wnętrze
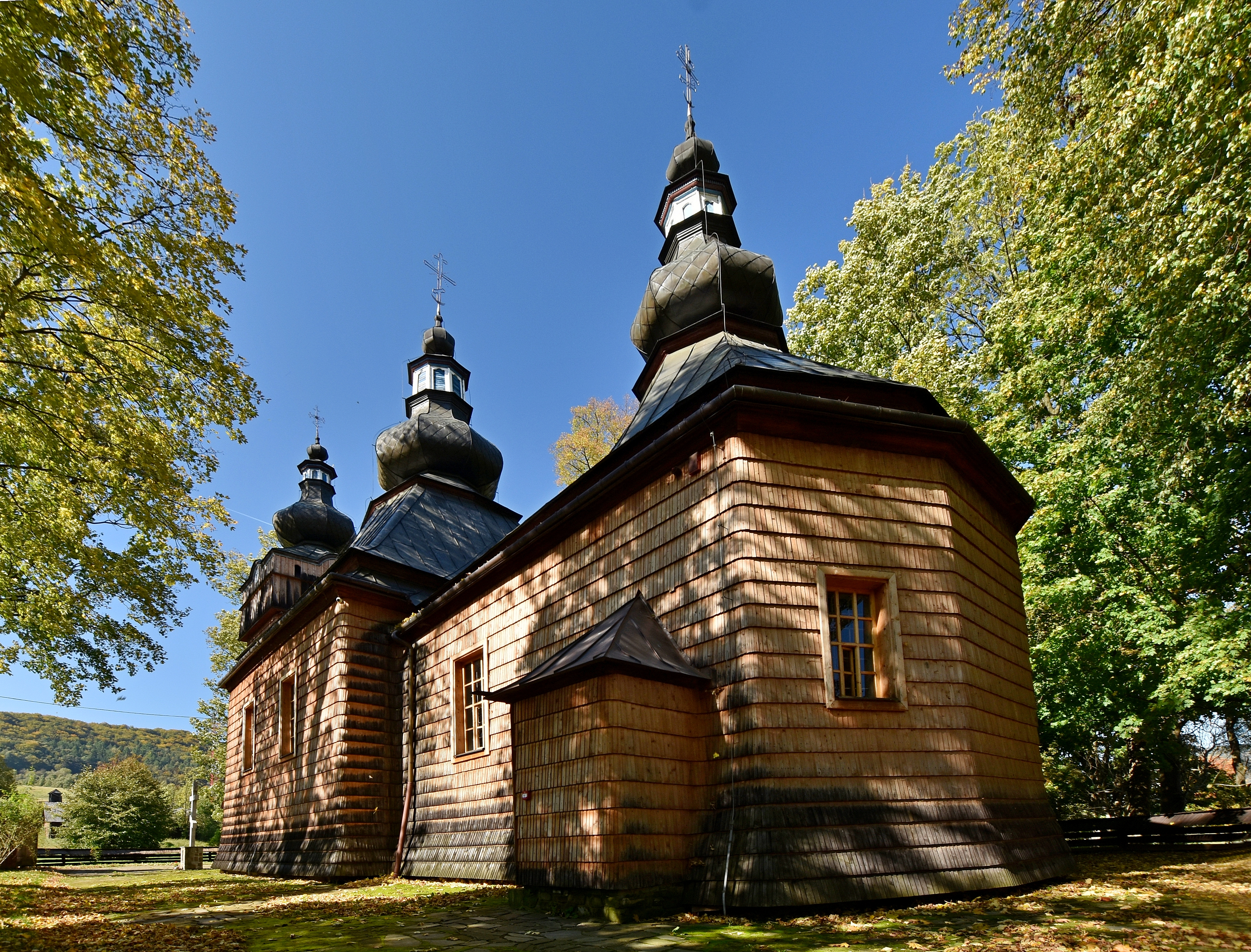
Widok od strony wschodniej

## Architektura
Cerkiew w Hańczowej zaliczana jest do młodszego wariantu typu północno-zachodniego drewnianych cerkwi łemkowskich. Jest trójdzielna, składa się z nawy, prezbiterium oraz wieży z kruchtą. Prezbiterium i nawa wzniesione w konstrukcji zrębowej, wieża – w konstrukcji słupowo-ramowej. Prezbiterium wydłużone, zamknięte trójbocznie, z zakrystią w zamknięciu. Wieża o ścianach pochyłych, z nadwieszoną izbicą, słupy nośne ujmują babiniec. Ściany nawy, prezbiterium i wieży pobite gontem, izbica wieży szalowana pionowo deskami. Dachy kryte blachą: nad nawą namiotowy, nad zachodnią częścią prezbiterium dwuspadowy, przechodzący w namiotowy, wielopołaciowy, oba w dolnej części łamane małymi uskokami; na wieży dach namiotowy z połaciami lokalnie wygiętymi nad tarczami zegarowymi w górnych częściach ścian izbicy; nad częścią babińca i nad kruchtą dachy dwuspadowe. Zwieńczenia wieży, nawy i prezbiterium podobne, w formie baniastych hełmów z pozornymi latarniami. Obiekt otacza współcześnie wykonane ogrodzenie, w które wkomponowano oryginalną dziewiętnastowieczną bramę wejściową.
Nakryte płaskimi stropami wnętrze jest bogato zdobione polichromią figuralną i ornamentalną, wykonaną przez Antoniego, Michała i Zygmunta Bogdańskich pod koniec XIX w. Na stropach sceny, przedstawiające Przemienienie Pańskie (w nawie), Matkę Boską z Dzieciątkiem (pod wieżą) oraz Wypędzenie kupców ze świątyni (w przedsionku). Na ścianach nawy naprzeciw siebie wymalowane postacie świętych: Cyryla i Metodego, Włodzimierza i Olgi oraz Heleny i Konstantyna. W cerkwi zachowała się znaczna ilość oryginalnego wyposażenia z przełomu XVIII i XIX w., w tym ikonostas być może jeszcze z XVIII w. W prezbiterium barokowy ołtarz główny. W nawie dwa ołtarze boczne, z których w lewym umieszczony jest obraz Zdjęcie z krzyża, zaś w prawym – Opieka Bogurodzicy.
Konserwacja ikonostasu została przeprowadzona po raz pierwszy w 1972 na miejscu w Hańczowej. Niestety, konserwacja została przeprowadzona w sposób nieprofesjonalny, co spowodowało powolne niszczenie ikonostasu. W związku z tym w latach 2006–2010 w pracowni konserwatorskiej w Nowym Sączu odrestaurowany został ponownie cały ikonostas. Po upadku PRL na terenie cerkwi miały miejsce dalsze prace konserwatorskie. M. in. do 2011 zostały odrestaurowane wszystkie polichromie (przedsionek, nawa główna) z wyjątkiem znajdujących się w prezbiterium.

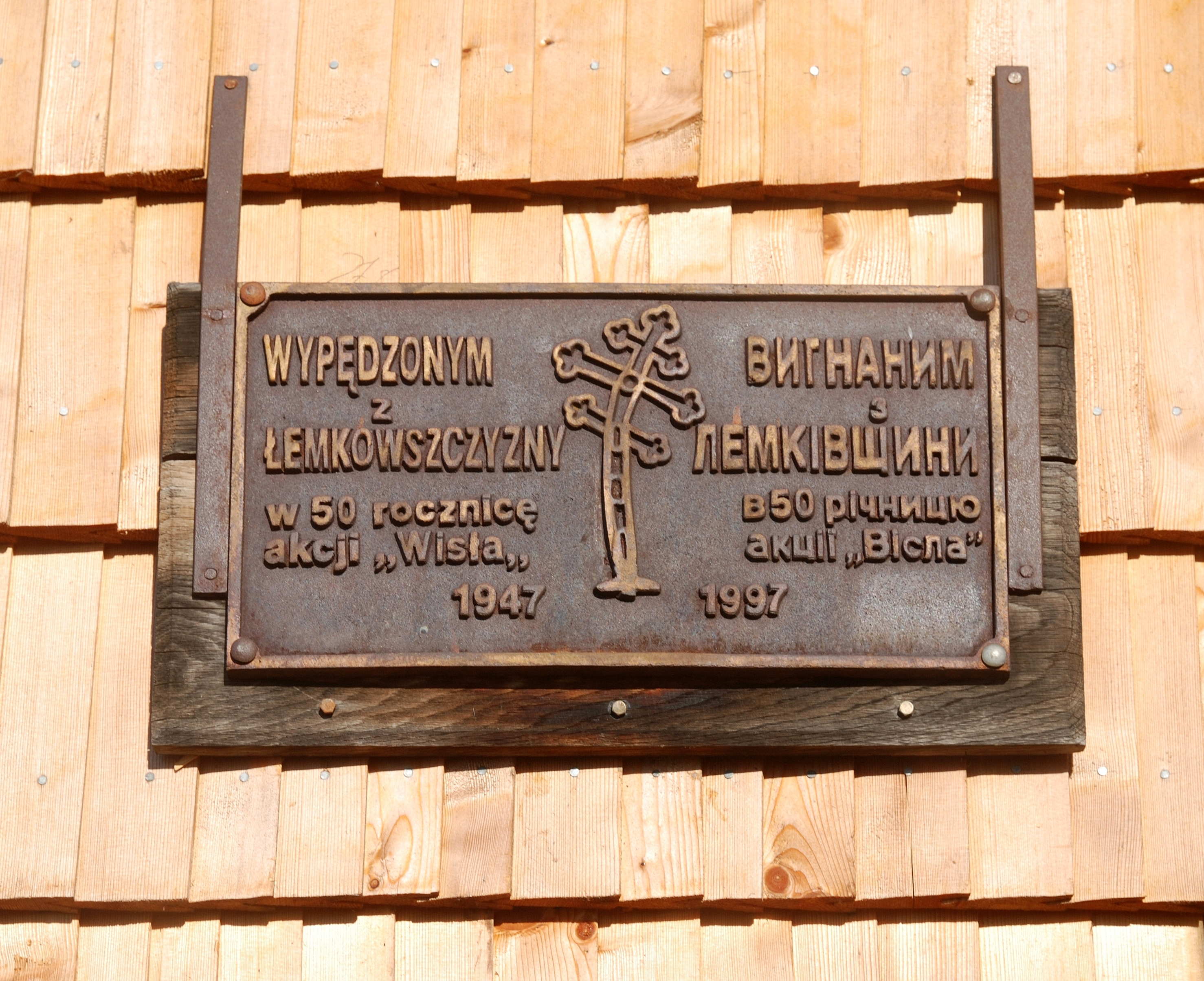
Tablica pamiątkowa akcji „Wisła”
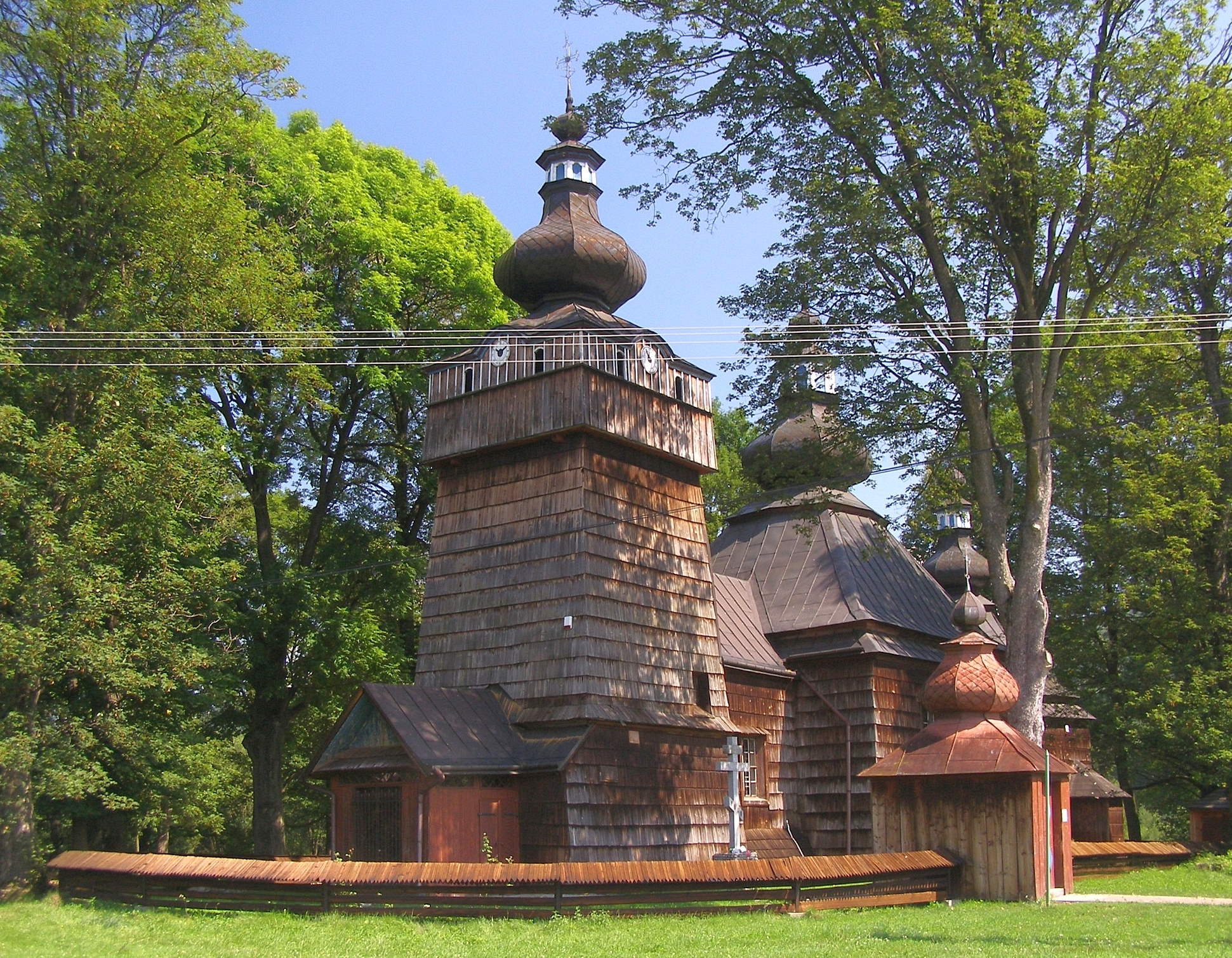
2007, przed remontem
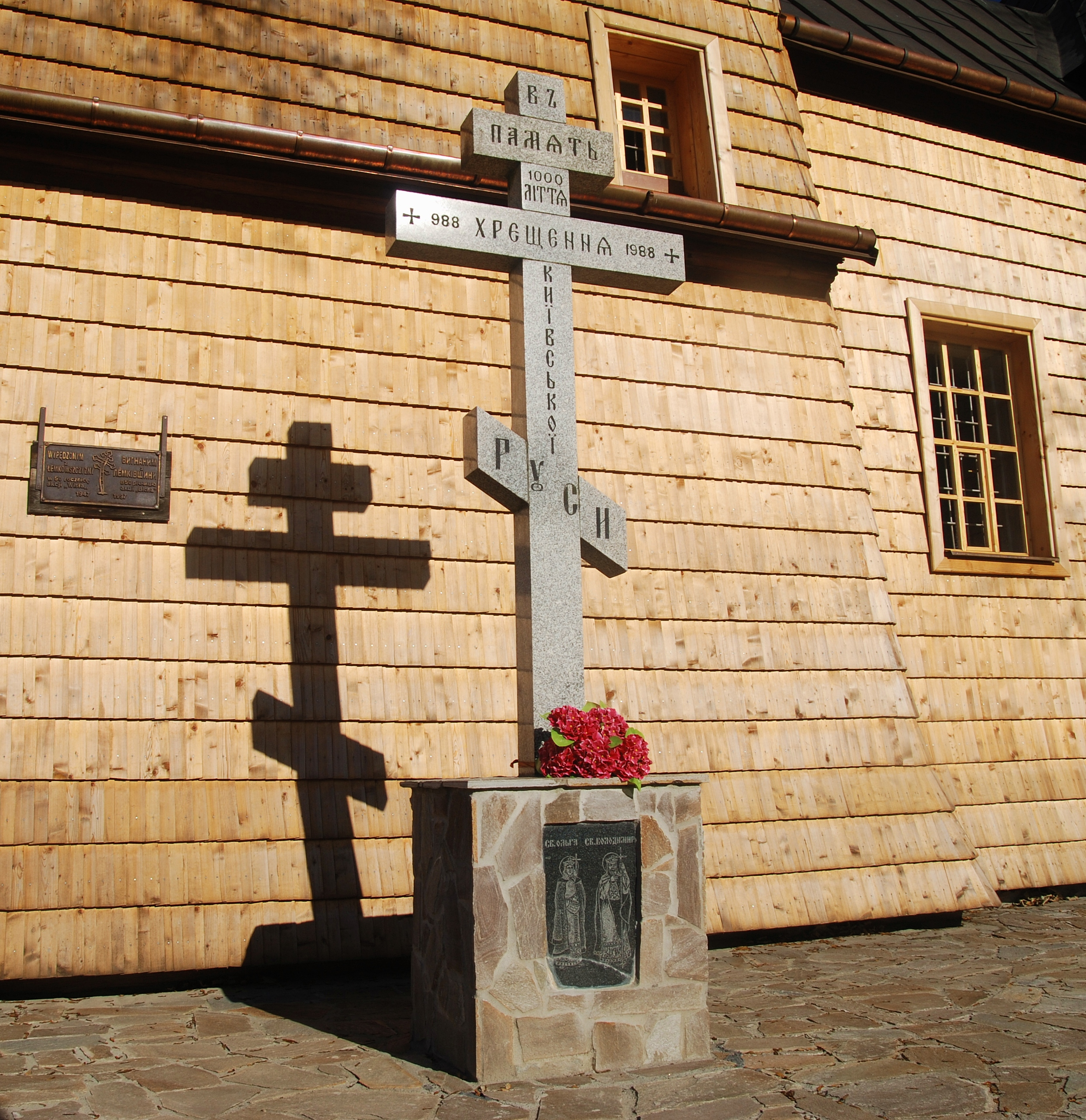
Krzyż tysiąclecia chrztu Rusi

Na podstawie ustawy z dnia 17 grudnia 2009 o uregulowaniu stanu prawnego niektórych nieruchomości pozostających we władaniu Polskiego Autokefalicznego Kościoła Prawosławnego cerkiew stała się wyłączną własnością tego Kościoła.
Cerkiew została wpisana do rejestru zabytków 28 października 1961 pod nr 251/ZN.